# Annie Golden
Annie Golden (* 19. Oktober 1951 in Brooklyn, New York City, New York) ist eine US-amerikanische Schauspielerin, Sängerin und Komponistin.

## Leben
Annie Golden war in den 1970er Jahren und am Anfang der 1980er Jahre Sängerin der Band The Shirts. 1990 kam es unter dem Namen Golden Carillo zur Zusammenarbeit mit dem Singer-Songwriter Frank Carillo. Das Duo veröffentlichte drei LPs: Fire in Newtown, Toxic Emotion und Back for More. Die beiden ersten Alben waren auch in Europa erfolgreich. Ihr Titel Waiting For Someone wurde 1992 für den Soundtrack des Films Zauberhafte Zeiten verwendet.
Ihr Debüt als Filmschauspielerin gab sie 1979 im Film Hair, in dem sie neben John Savage, Treat Williams und Beverly D’Angelo spielte. Im Film Strictly Business (1991) spielte sie neben Samuel L. Jackson und Halle Berry, im Film Es bleibt in der Familie (2003) neben Michael und Kirk Douglas. Sie war ebenfalls in einigen Folgen der Fernsehserien Cheers, Miami Vice und Third Watch zu sehen.
Sie spielte am Broadway in zahlreichen Theaterstücken und Musicals wie Hair, Ah, Wilderness!, On the Town und The Full Monty. Für ihre Rolle im Stück The Full Monty wurde sie für den Tony Award nominiert. 2006 trat sie neben Eartha Kitt in dem Musical Mimi Le Duck auf.
Als Komponistin schrieb Golden den Song Hang Up the Phone für den Film Das darf man nur als Erwachsener (1984) sowie die Musik für die im Jahr 2005 produzierte Filmkomödie Tom and Francie, in der sie eine der Hauptrollen übernahm.

## Filmografie (Auswahl)
- 1979: Hair
- 1985: Susan … verzweifelt gesucht (Desperately Seeking Susan)
- 1985: Streetwalkin’ – Auf den Straßen von Manhattan (Streetwalkin’)
- 1985–1996: Miami Vice (Fernsehserie, 3 Folgen)
- 1986: Für immer Lulu
- 1987: Baby Boom – Eine schöne Bescherung (Baby Boom)
- 1989: Freundschaft fürs Leben (Longtime Companion)
- 1997: My Divorce
- 1988: Verhext Nochmal! (Love at Stake)
- 1989–1992: Cheers (Fernsehserie, 4 Folgen)
- 1990: Freundschaft fürs Leben (Longtime Companion)
- 1991: Strictly Business
- 1992: Zauberhafte Zeiten (Prelude to a Kiss)
- 1995: 12 Monkeys (Twelve Monkeys)
- 1995: Hubi, der Pinguin (The Pebble and the Penguin) (Synchronisation)
- 1996: One Way Out
- 1998: Barriers
- 2001: The American Astronaut
- 2001: Mourning Glory
- 2003: Es bleibt in der Familie (It Runs in the Family)
- 2004: Messengers
- 2005: Tom and Francie
- 2006: Law and Order Special Victims Unit (Fernsehserie, 1 Folge)
- 2007: Sexina (Sexina: Popstar P.I.)
- 2008: Adventures of Power
- 2009: I Love You Phillip Morris
- 2009–2010: Wiener & Wiener (Fernsehserie, 4 Folgen)
- 2013–2017: Orange Is the New Black (Fernsehserie, 45 Folgen)
- 2016: Miles
- 2016: High Maintenance (Folge 3x03 Blondie)
- 2017: The Handmaid (Kurzfilm)

## Diskografie

### The Shirts
- 1978 – The Shirts
- 1979 – Street Light Shine
- 1980 – Inner Sleeve

### Golden Carillo
- 1992 – A Fire In New Town
- 1993 – Toxic Emotion
- 1997 – Back For More